# Jan Černý (poslanec KSČ)
Jan Černý byl český a československý politik Komunistické strany Československa a poúnorový poslanec Národního shromáždění ČSR.

## Biografie
V roce 1948 se uvádí jako strojvůdce a předseda Krajské odborové rady, bytem Šumperk.
Ve volbách roku 1948 byl zvolen do Národního shromáždění za KSČ ve volebním kraji Olomouc. Zasedal zde do prosince 1953, kdy rezignoval a místo něj nastoupil jako náhradník Ladislav Češka.